# Bitterwurz
Bitterwurz (Lewisia) ist eine Pflanzengattung innerhalb der Familie der Montiaceae.

## Beschreibung

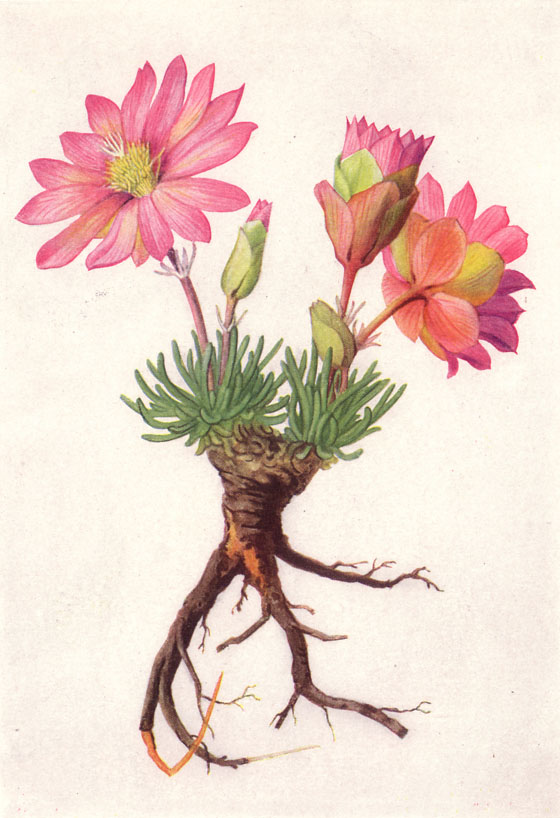
Lewisia rediviva, Zeichnung von Mary E. Eaton

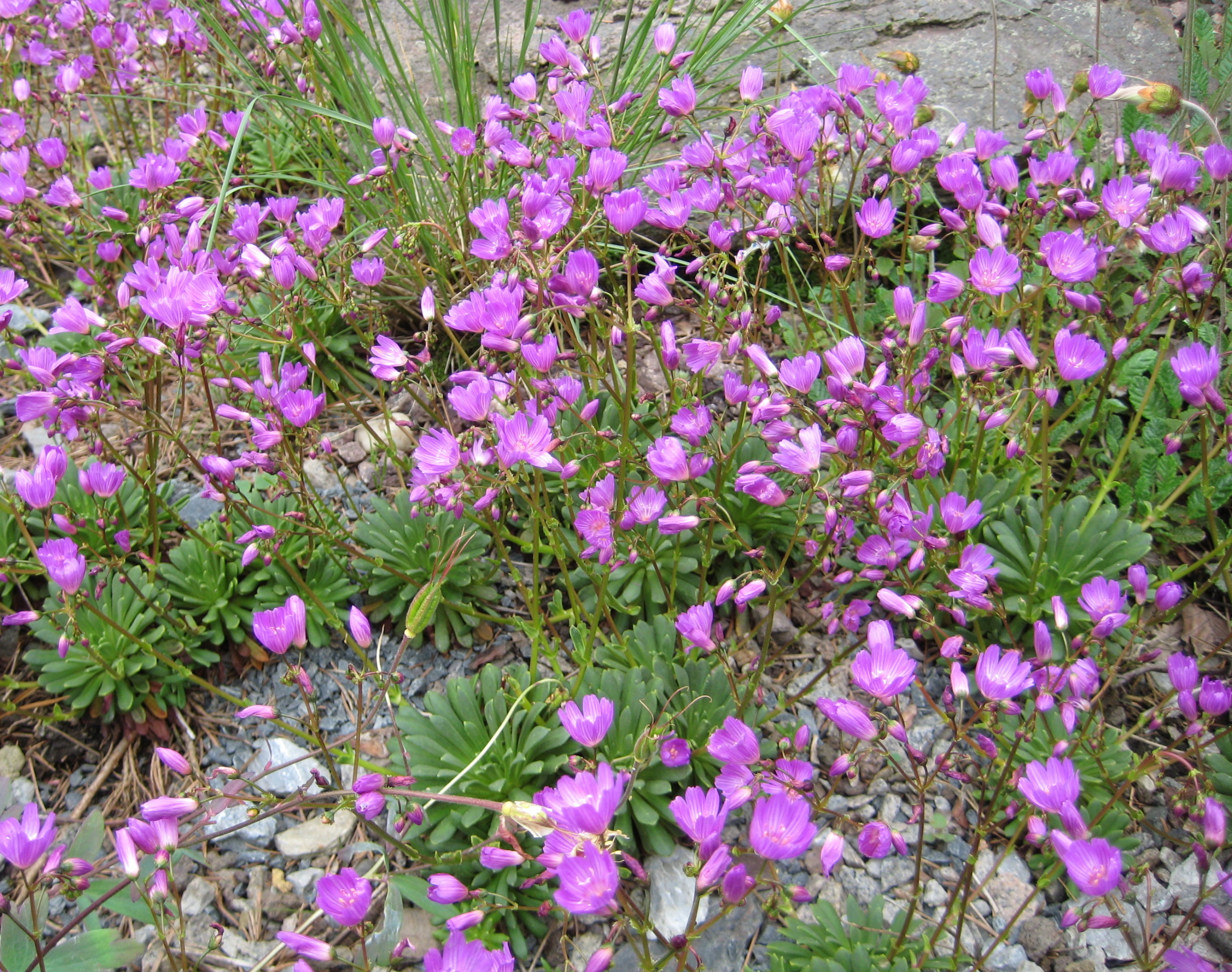
Lewisia columbiana

### Vegetative Merkmale
Lewisia-Arten sind laubwerfende oder immergrüne ausdauernde krautige Pflanzen. Sie bilden einen sukkulenten Caudex mit langer Pfahlwurzel oder, selten, knolliger Wurzel.
Die Laubblätter stehen spiralig verteilt in einer Rosette, entweder grundständig oder an einem Stängel. Sie sind fleischig, ganzrandig, gezahnt oder gekräuselt, am Grund allmählich keilförmig verschmälert und sitzend oder in einen kurzen, breiten Blattstiel verjüngt, der den Stängel mehr oder weniger umschließt.

### Generative Merkmale
Die Blüten sind in axial gebildeten rispigen oder traubigen Blütenständen angeordnet, selten auch Einzelblüten. Ihre Stängel tragen selten wechselständige, gegenständige oder in Wirteln angeordnete Blätter, sind jedoch meist blattlos. An jedem blühenden Knoten stehen zwei (bis neun) etwas ungleiche Hochblätter.
Die zwittrigen Blüten sind radiärsymmetrisch. Die Kelchblätter stehen zu zweit und sind klein oder zu zweit bis neunt und sind dann groß und kronblattartig. Die vier bis 19 Kronblätter sind dünn, oft von verschiedener Größe und weiß, gelb, rosafarben oder magenta, oft mit dunkleren Nerven oder Streifen. Die 4 bis 50 Staubblätter stehen frei oder sind mehr oder weniger stark untereinander und/oder mit den Kronblättern verwachsen. Der kugelige bis eiförmige Fruchtknoten trägt einen langen Griffel mit drei bis acht Narbenstrahlen.
Die Kapselfrucht enthält wenige oder viele, braune oder schwarze Samen.

## Systematik und Verbreitung

### Taxonomie
Die Gattung Lewisia wurde 1814 durch Frederick Traugott Pursh in Flora Americae Septentrionalis, 2, S. 368 aufgestellt. Der Gattungsname Lewisia ehrt Meriwether Lewis (1774–1809), einen Erforscher des US-amerikanischen Westens. Typusart ist Lewisia rediviva Pursh.

### Innere Systematik

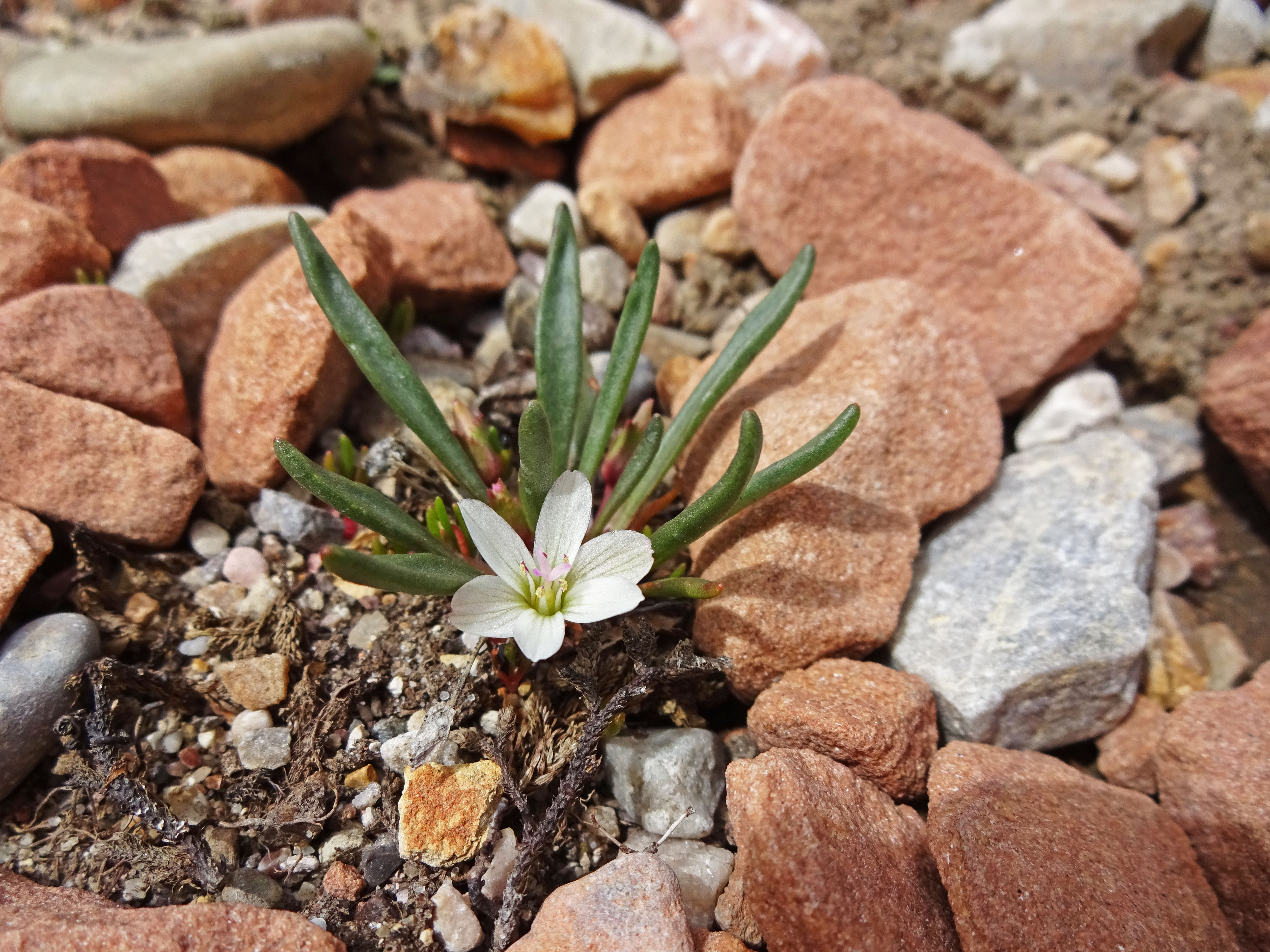
Lewisia pygmaea

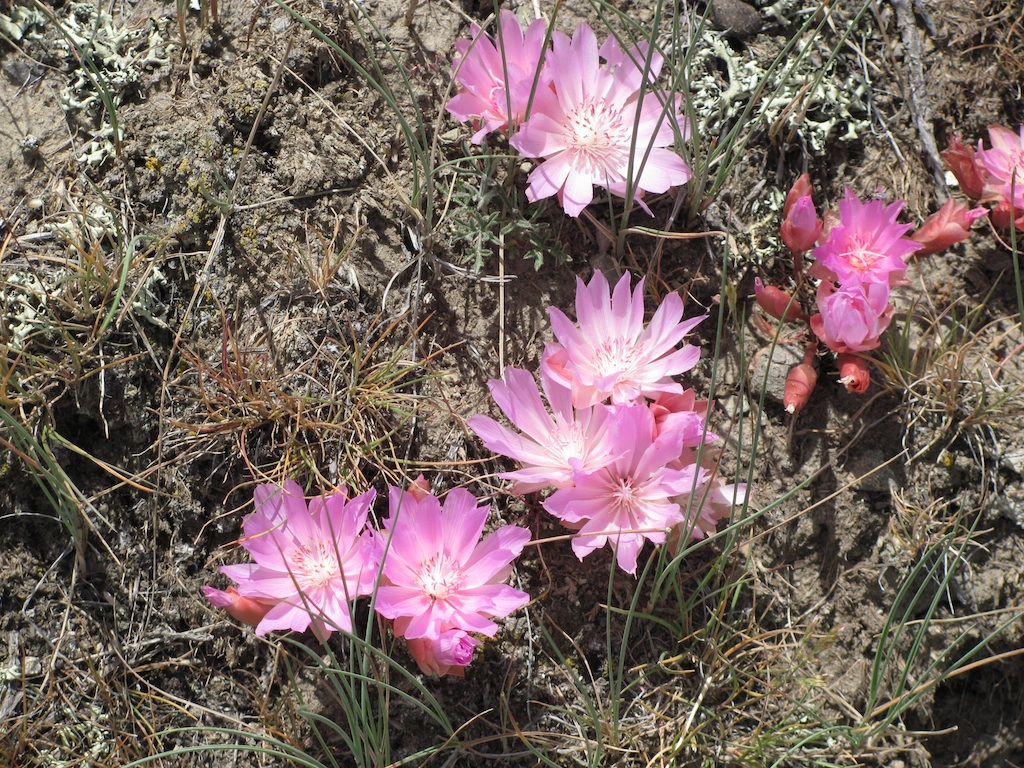
Lewisia rediviva

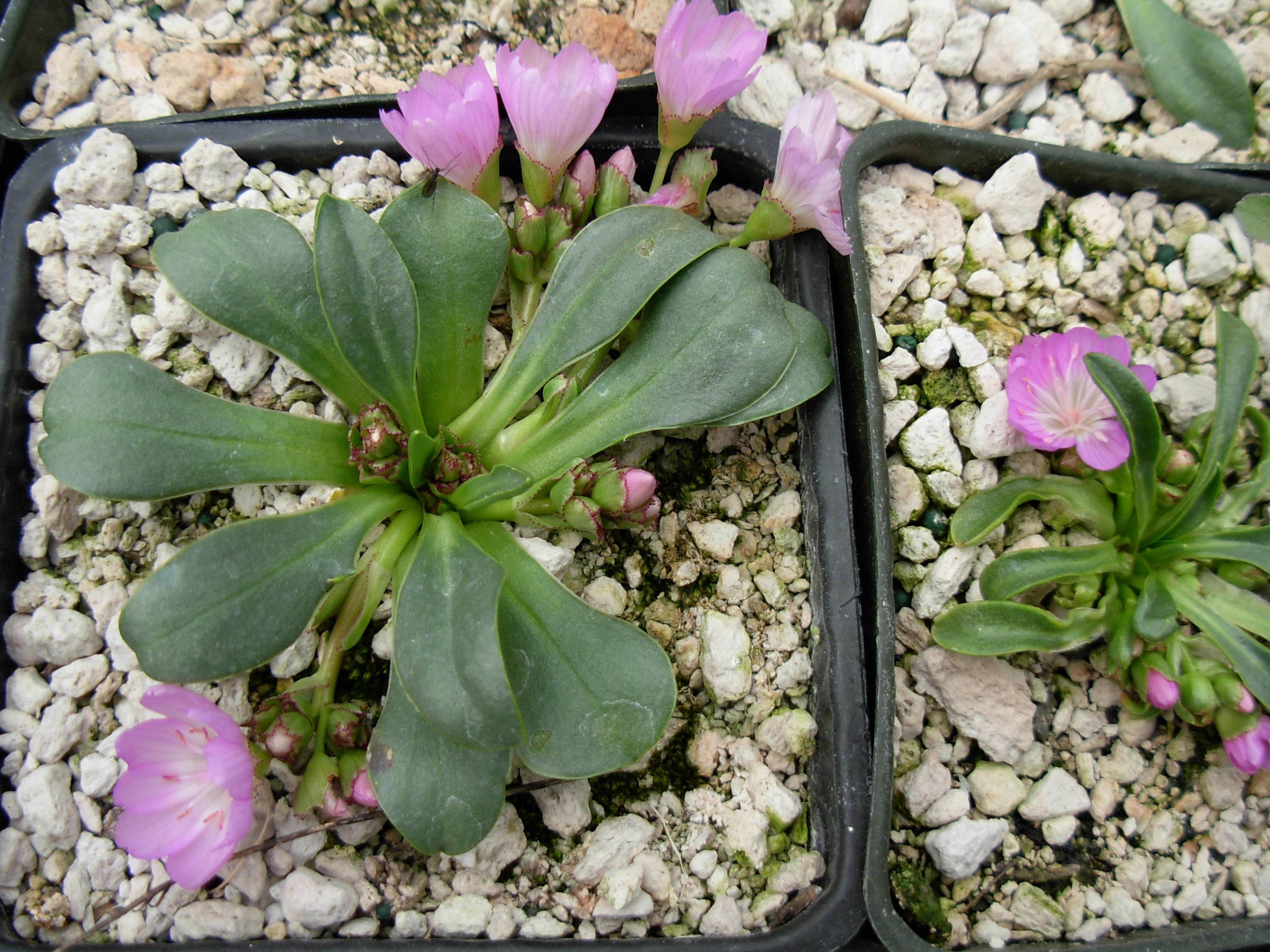
Lewisia stebbinsii

Die Gattung ist nach Mathew 1989 in folgende Sektionen gegliedert:

- [1] Sektion Lewisia:
Pflanzen mit abfallenden Blättern, segmentierten Blütenstielen, zwei bis neun bei Fruchtreife trockenen Kelchblättern und als Ganzes abfallenden Blüten.
- [2] Sektion Brachycalyx B.Mathew:
Pflanzen mit abfallenden Blättern, deren Blütenstand nur aus einer einzelnen sitzenden Blüte besteht, deren Hochblätter und Kelchblätter sich berühren.
- [3] Sektion Erocallis B.Mathew:
Pflanzen mit abfallenden Blättern und kugeliger Knolle und gut entwickelten, in Dreier-Wirteln stehenden Blättern am Blütenstandsstängel.
- [4] Sektion Oppositifoliae B.Mathew:
Pflanzen mit abfallenden Blättern, langen und schlanken Blütenstielen und gut entwickelten, gegenständig stehenden Blättern am Blütenstandsstängel.
- [5] Sektion Pygmaeae B.Mathew:
Pflanzen mit abfallenden, meist sehr schmalen Blättern und gering verzweigten Blütenständen.
- [6] Sektion Cotyledon J.E.Hohn ex B.Mathew:
Pflanzen mit ausdauernden, immergrünen und meist breiten Blättern und hohen, reich verzweigten Blütenständen.

### Arten und ihre Verbreitung
Das Verbreitungsgebiet der 17 Arten enthaltenden Gattung ist auf den gebirgigen Westen Nordamerikas beschränkt und reicht von Alaska und Kanada über die USA (Rocky Mountains, Kaskadenkette, Sierra Nevada) bis nach Mexiko (Niederkalifornien). Die Pflanzen wachsen meist in kleinen, verstreuten Populationen in Schluchten, auf alpinen Hochebenen, auf Felsen oder Kiesflächen. Einige Arten sind häufig und weit verbreitet, andere jedoch sehr selten und nur sehr lokal zu finden. Der Verbreitungsschwerpunkt, auch für die seltenen Arten, ist der Bundesstaat Kalifornien.
- Lewisia brachycalyx Engelm. ex A.Gray [2]: Sie gedeiht in Höhenlagen von 1300 bis 2400 Metern in den südlichen US-Bundesstaaten Kalifornien, Arizona, Utah bis zum mexikanischen Bundesstaat (Baja California).[3]
- Lewisia cantelovii J.T.Howell [6]: USA (Kalifornien, Nevada)
  - Lewisia cantelovii var. cantelovii: USA (Kalifornien, Nevada)
  - Lewisia cantelovii var. serrata (Heckard & Stebbins) Hogan  & Hershk.: USA (Kalifornien)
- Lewisia columbiana (J.T.Howell ex A.Gray) B.L.Rob. [6]
  - Lewisia columbiana var. columbiana: Kanada (British Columbia), USA (Washington, Oregon)
  - Lewisia columbiana var. rupicola (English) C.L.Hitchc.: Kanada (British Columbia), USA (Washington, Oregon)
  - Lewisia columbiana var. wallowensis C.L.Hitchc.: USA (Idaho, Montana, Oregon)
- Lewisia congdonii (Rydb.) S.Clay [6]: USA (Kalifornien)
- Gewöhnliche Bitterwurz, auch „Porzellanröschen“ (Lewisia cotyledon (S.Watson) B.L.Rob.) [6]
  - Lewisia cotyledon var. cotyledon: USA (Oregon, Kalifornien)
  - Lewisia cotyledon var. heckneri (C.V.Morton) Munz: USA (Kalifornien)
  - Lewisia cotyledon var. howellii (S.Watson) Jeps.: USA (Oregon, Kalifornien)
- Lewisia disepala Rydb. [1]: USA (Kalifornien)
- Lewisia kelloggii K.Brandegee [2]
  - Lewisia kelloggii var. hutchinsonii Dempster: USA (Kalifornien)
  - Lewisia kelloggii var. kelloggii: USA (Kalifornien, Idaho)
- Lewisia leeana (Porter) B.L.Rob. [6]: USA (Kalifornien, Oregon)
- Lewisia longipetala (Piper) S.Clay [5]: USA (Kalifornien)
- Lewisia maguirei A.H.Holmgren [1]: USA (Nevada)
- Lewisia nevadensis (A.Gray) B.L.Rob. [5]: USA (Washington, Oregon, Kalifornien, Nevada, Utah, Colorado, New Mexico)
- Lewisia oppositifolia (S.Watson) B.L.Rob. [4]: USA (Oregon, Kalifornien)
- Lewisia pygmaea (A.Gray) B.L.Rob. [5]: Kanada (Yukon-Territorium, British Columbia), USA (Alaska, Washington, Oregon, Idaho,  Nevada, Utah, Colorado, Kalifornien, Arizona)
- Lewisia rediviva Pursh [1]
  - Lewisia rediviva var. minor (Rydb.) Munz: USA (Kalifornien, Nevada, Utah)
  - Lewisia rediviva Pursh var. rediviva: Kanada (British Columbia), USA (Washington, Oregon, Idaho, Wyoming, Nevada, Utah, Colorado, Kalifornien, Arizona)
- Lewisia sacajaweana B.L.Wilson: USA (Idaho), erst 2005 beschrieben.
- Lewisia stebbinsii Gankin & W.R.Hildreth [5]: USA (Kalifornien)
- Lewisia triphylla (S.Watson) B.L.Rob. [3]: Sie gedeiht in Höhenlagen von 1500 bis 3300 Metern im westlichen Nordamerika von der kanadischen Provinz British Columbia über die US-Bundesstaaten Washington, Oregon, Idaho, Wyoming, Nevada, Utah, Colorado bis Kalifornien und Arizona.[3]